# Degucie (województwo podlaskie)
Degucie – wieś w Polsce położona w województwie podlaskim, w powiecie sejneńskim, w gminie Sejny.
Wieś duchowna położona była w końcu XVIII wieku  w powiecie grodzieńskim województwa trockiego. W latach 1975–1998 miejscowość administracyjnie należała do województwa suwalskiego.
Przez miejscowość przebiega droga krajowa nr 16.